# Castillo de Rydboholm

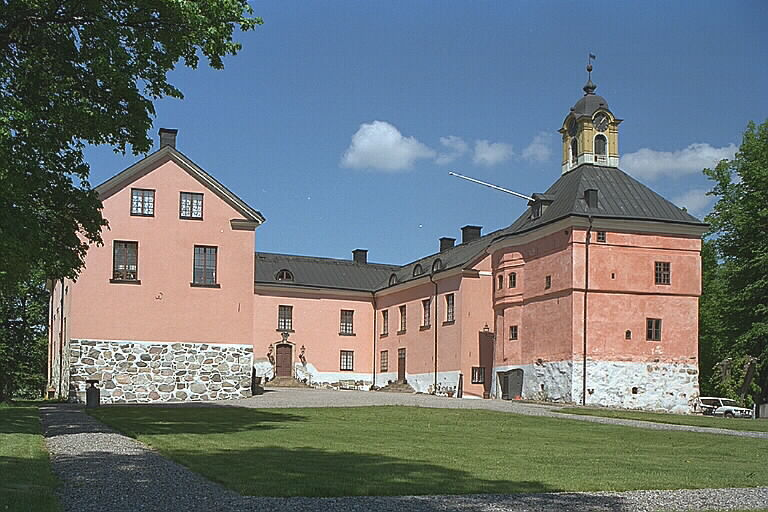
Castillo de Rydboholm.

El Castillo de Rydboholm (Rydboholms slott) es un castillo localizado cerca de la población de Rydbo en el municipio de Österåker, condado de Estocolmo, Uppland, Suecia. 

## Edificio
El castillo se remonta al periodo medieval. El castillo, con tres alas interconectadas y un patio abierto, data del siglo XVI. El edificio principal fue construido en 1548. El castillo fue reconstruido en el siglo XVIII. En el sudoeste del castillo se encuentra un gran parque de estilo inglés de principios del siglo XIX, construido por Magnus Fredrik Brahe.

## Historia
Desde el siglo XV, Rydboholm fue propiedad de miembros de la familia Sture, y después de la dinastía Vasa. Según algunas fuentes Gustavo I de Suecia, quien fue rey de Suecia desde 1523 hasta su muerte, nació en el Castillo de Rydboholm. Desde 1520, perteneció a su hermana, Margareta Eriksdotter Vasa. Después fue propiedad de la familia Brahe. El último conde Brahe lo dejó a su sobrino, el barón von Essen. A través de matrimonio pasó a su actual propietario, para 2014, el conde Gustaf Douglas, quien vive en el castillo con su familia.